# It's Alive 1974-1996
It's Alive 1974-1996 je glazbeni DVD od američkog punk rock sastava Ramones, koji je objavljen u listopadu 2007.g. Ovo je dvostruko DVD izdanje na kojemu se nalazi 118 skladbi s 33 nastupa iz osam zemalja, koji zaokružuju čitavu njihovu glazbenu karijeru u vremenu od 1974. – 1996. Većina prezentiranog materijal dolazi s Ramonesovih koncerata ali ima i nekoliko televizijskih nastupa poput, The Old Grey Whistle Test i Top of the Pops. Na bonus dodatku nalaze se intervjui s članovima sastava, izjave raznih obožavatelja, fotografije, glazba i video zapisi.

## Datum snimanja i lokacija

### Disk prvi
- Skladbe 1 – 3 snimljene u CBGB-u, New York, New York, SAD, 15. rujna 1974.
- Skladbe 4 i 5 snimljene u Max's Kansas City, New York, New York, SAD, 18. travnja 1976.
- Skladba 6 snimljena u The Club, Cambridge, Massachusetts, SAD, 12. svibnja 1976.
- Skladbe 7 i 8 snimljene u Max's Kansas City, New York, New York, SAD, 8. listopada 1976.
- Skladbe 9 i 10 snimljene u My Father's Place, New Yorka, SAD, 13. travnja 1977.
- Skladbe 11 – 18 snimljene u CBGB, New York, New York, SAD, 11. lipnja 1977.
- Skladbe 19 i 20 snimljene u The Second Chance, Ann Arbor, Michigan, SAD, 26. lipnja 1977.
- Skladbe 21 i 22 snimljene u The Ivanhoe Theater, Chicago, Illinois, SAD, 6. srpnja 1977.
- Skladbe 23 i 24 snimljeno u the early show at The Armadillo, Austin, Teksas, SAD, 14. srpnja 1977.
- Skladbe 25 – 27 snimljene u the late show at The Armadillo, Austin, Texas, SAD, 14. srpnja 1977.
- Skladbe 28 – 30 snimljene u Liberty Hall, Houston, Teksas, SAD, 15. srpnja 1977.
- Skladbe 31 i 32 snimljene u Liberty Hall, Houston, Texas, SAD, 16. srpnja 1977.
- Skladbe 33 – 36 snimljene na Don Kirshner's Rock Concert, Los Angeles, Kalifornija, SAD, 9. kolovoza 1977.
- Skladbe 37 – 39 snimljene u The Camera Mart Stages, New York, New York, SAD, 3. rujna 1977.
- Skladbe 40 – 53 snimljene u The Rainbow Theatre, London, Engleska, 31. prosinca 1977.

### Disk drugi
- Skladbe 1 – 11 snimljene u Musikladen, Bremen, Njemačka, 13. rujna 1978.
- Skladbe 12 – 14 snimljene u The Old Grey Whistle Test, London, Engleska, 19. rujna 1978.
- Skladba 15 snimljena u Top of the Pops, London, Engleska, 28. rujna 1978.
- Skladbe 16 i 17 snimljene u Oakland, Kalifornija, SAD, 28. prosinca 1978.
- Skladbe 18 – 20 snimljene u Civic Center, San Francisco, Kalifornija, SAD, 9. lipnja 1979.
- Skladbe 21 i 22 snimljene u The Old Grey Whistle Test, London, Engleska, 15. siječnja 1980.
- Skladba 23 snimljena u Top of the Pops, London, Engleska, 31. siječnja 1980.
- Skladba 24 snimljena u TV seriji Sha Na Na, Los Angeles, Kalifornija, SAD, 19. svibnja 1980.
- Skladba 25 snimljena u Mandagsborsen, Stockholm, Švedska, 26. listopada 1981.
- Skladbe 26 i 27 snimljene u TVE Musical Express, Madrid, Španjolska, 17. studenog 1981.
- Skladbe 28 – 36 snimljene na US Festival, San Bernardino, Kalifornija, SAD, 3. rujna 1982.
- Skladbe 37 i 38 snimljeno u The Old Grey Whistle Test, London, Engleska, 26. veljače 1985.
- Skladbe 39 – 45 snimljene u Obras Sanitarias, Buenos Aires, Argentina, 3. veljače 1987.
- Skladbe 46 – 53 snimljene u Provinssirock Festival, Seinäjoki, Finska, 4. lipnja 1988.
- Skladbe 54 i 55 snimljene u Rochester Institute of Technology, Rochester, New York, SAD, 8. listopada 1988.
- Skladbe 56 – 62 snimljene u Rolling Stone Club, Milano, Italija, 16. ožujka 1992.
- Skladba 63 snimljena u Top of the Pops, London, Engleska, 29. lipnja 1995.
- Skladbe 64 i 66 snimljene u River Plate Stadium – Estadio Antonio V. Liverti, Buenos Aires, Argentina, 16. ožujka 1996.

## Popis pjesama

### Disc one
1. "Now I Wanna Sniff Some Glue"
2. "I Don’t Wanna Go Down to the Basement"
3. "Judy Is a Punk"
4. "I Wanna Be Your Boyfriend"
5. "53rd & 3rd"
6. "Chain Saw"
7. "Havana Affair"
8. "Listen to My Heart"
9. "I Remember You"
10. "Carbona Not Glue"
11. "Blitzkrieg Bop"
12. "Sheena Is a Punk Rocker"
13. "Beat on the Brat"
14. "Now I Wanna Sniff Some Glue"
15. "Rockaway Beach"
16. "Cretin Hop"
17. "Oh Oh I Love Her So"
18. "Today Your Love, Tomorrow the World"
19. "Rockaway Beach"
20. "Carbona Not Glue"
21. "Pinhead"
22. "Suzy Is a Headbanger"
23. "Commando"
24. "I Wanna Be Your Boyfriend"
25. "Now I Wanna Be a Good Boy"
26. "53rd & 3rd"
27. "Today Your Love, Tomorrow the World"
28. "Loudmouth"
29. "I Remember You"
30. "Gimme Gimme Shock Treatment"
31. "Oh Oh I Love Her So"
32. "Today Your Love, tomorrow the World"
33. "Loudmouth"
34. "Judy Is a Punk"
35. "Glad to See You Go"
36. "Gimme Gimme Shock Treatment"
37. "Swallow My Pride"
38. "Pinhead"
39. "Sheena Is a Punk Rocker"
40. "Blitzkrieg Bop"
41. "I Wanna Be Well"
42. "Glad to See You Go"
43. "You’re Gonna Kill That Girl"
44. "Commando"
45. "Havana Affair"
46. "Cretin Hop"
47. "Listen to My Heart"
48. "I Don’t Wanna Walk Around With You"
49. "Pinhead"
50. "Do You Wanna Dance?"
51. "Now I Wanna Be a Good Boy"
52. "Now I Wanna Sniff Some Glue"
53. "We’re a Happy Family"

### Disc two
1. "Rockaway Beach"
2. "Teenage Lobotomy"
3. "Blitzkrieg Bop"
4. "Don’t Come Close"
5. "I Don’t Care"
6. "She’s the One"
7. "Sheena Is a Punk Rocker"
8. "Cretin Hop"
9. "Listen to My Heart"
10. "I Don’t Wanna Walk Around With You"
11. "Pinhead"
12. "Don’t Come Close"
13. "She’s the One"
14. "Go Mental"
15. "Don’t Come Close"
16. "I’m Against It"
17. "Needles and Pins"
18. "I Want You Around"
19. "I’m Affected"
20. "California Sun"
21. "Rock ‘N’ Roll High School"
22. "Do You Remember Rock ‘N’ Roll Radio?"
23. "Baby I Love You"
24. "Rock ‘N’ Roll High School"
25. "We Want the Airwaves"
26. "This Business Is Killing Me"
27. "All Quiet on the Eastern Front"
28. "Do You Remember Rock ‘N’ Roll Radio?"
29. "Gimme Gimme Shock Treatment"
30. "Rock ‘N’ Roll High School"
31. "I Wanna Be Sedated"
32. "Beat on the Brat"
33. "The KKK took My Baby away"
34. "Here today, Gone tomorrow"
35. "Chinese Rocks"
36. "Teenage Lobotomy"
37. "Wart Hog"
38. "Chasing the Night"
39. "Blitzkrieg Bop"
40. "Freak Of Nature"
41. "Crummy Stuff"
42. "Love Kills"
43. "I Don’t Care"
44. "Too Tough to Die"
45. "Mama’s Boy"
46. "I Don’t Want You Anymore"
47. "Weasel Face"
48. "Garden Of Serenity"
49. "I Just Want to Have Something to Do"
50. "Surfin’ Bird"
51. "Cretin Hop"
52. "Somebody Put Something in My Drink"
53. "We’re a Happy Family"
54. "Do You Remember Rock ’N’ Roll Radio"
55. "Wart Hog"
56. "Psycho therapy"
57. "I Believe in Miracles"
58. "I Wanna Live"
59. "My Brain Is Hanging Upside Down (Bonzo Goes to Bitburg)"
60. "Pet Sematary"
61. "Animal Boy"
62. "Pinhead"
63. "I Don’t Wanna Grow Up"
64. "I Wanna Be Sedated"
65. "R.A.M.O.N.E.S."
66. "Blitzkrieg Bop"

## Vanjske poveznice
- It's Alive 1974-1996 u internetskoj bazi filmova IMDb-a